# Билелиг
Билелиг (тув. Билелиг, переводится как «брусочный, имеющий точильный брусок», «река, в гальке которой есть камни, годные для оселков» (Монгуш 2016)) — арбан в Пий-Хемском кожууне Республики Тыва. Входит в состав городского поселения Туран. Население 8 чел. (2014).

## География
Арбан находится в Турано-Уюкской котловине, у р. Блялик (Билелиг), вблизи её впадения в р. Туран.
Находится возле границы с Красноярским краем, вблизи проходит граница с Ермаковским районом.
Расстояние до:
- районного центра Туран — 14 км,
- республиканского центра Кызыл — 72 км

Ближайшие населенные пункты
Шивилиг 12 км, Туран 14 км, Уюк 24 км, Маральский (Красноярский край) 28 км, Аржаан 30 км

## Население
| 2002 | 2010 |
| ---- | ---- |
| 134  | ↘105 |

## Инфраструктура
База маралхоза, к нему от селения проведена линия электропередачи протяженностью 6,2 км

## Транспорт
Подъезд к федеральной автомагистрали Р257 «Енисей».
Планируется строительство автодороги в мараловодческое хозяйство через посёлок Билелиг протяженностью 17 км.